# 龙窑
龙窑，又称为“蛇窑”、“蜈蚣窑”，是一種窯體的結構為細長型、圓筒狀的窯炉，因其斜卧于山上，如龙似蛇，故而得名，命名为蛇窑一說是過去民間認為只有官窯才能叫做「龍窯」，故民間所用者稱為「蛇窯」。龙窑外形並不彎曲，而其長度可達100公尺以上，大多蓋在山坡上利用其坡度，所以窯體上下兩處有高低落差，上方接著高聳的煙囪，下方為燃燒口，中間窯身擺放要燒的坯胎，而一般龙窯的斜度大約15度。窑体倾斜设置本身就起着烟囱的作用，所造成几何压头克服料垛阻力，使窑在接近零压状态操作减少了漏气吸气，同時燃烧段逐渐后移，有效地利用了烟气热量和产品热量，在同等燃料下可以達較高溫度效率。

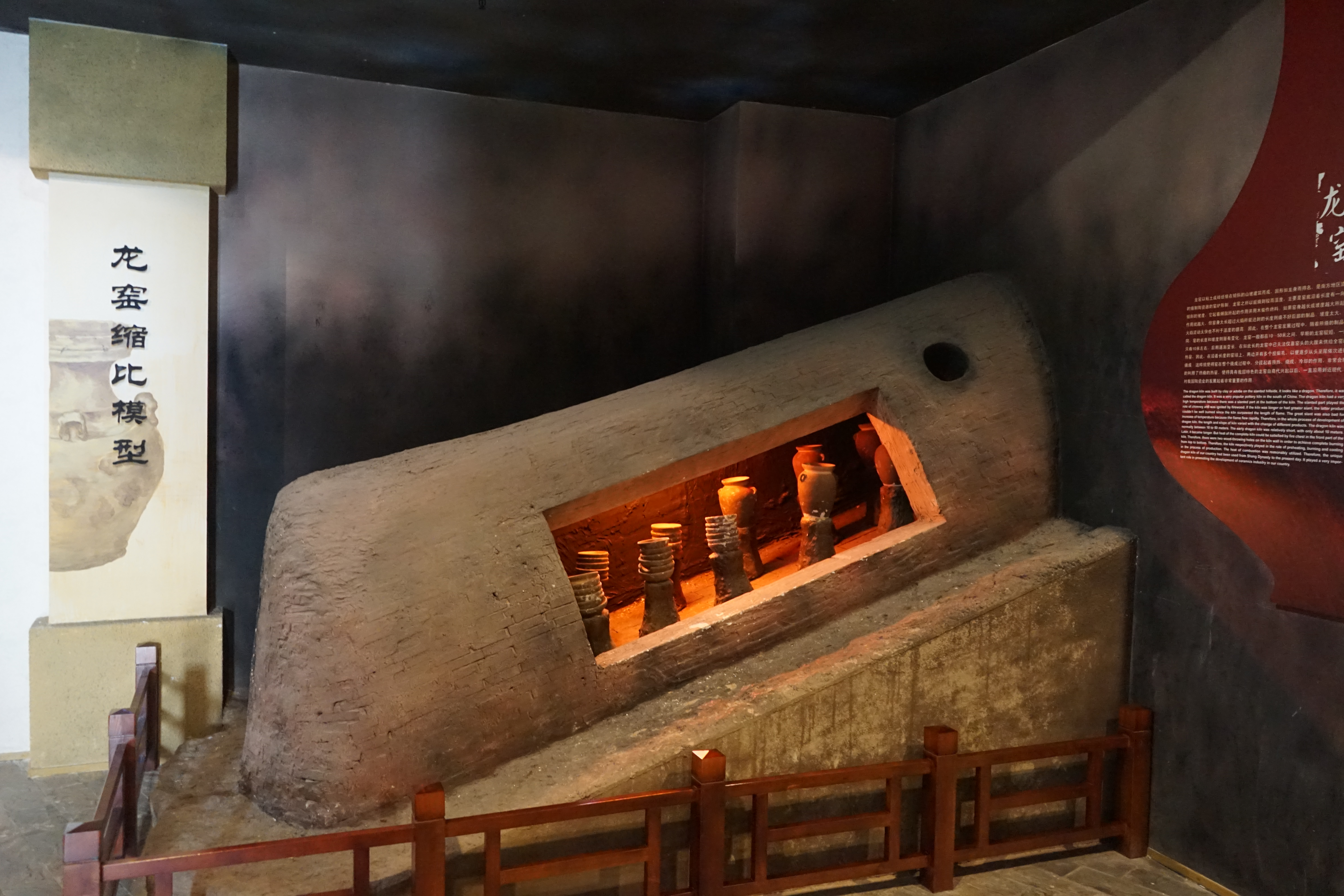
龙窑缩比模型

## 結構
龙窯大致上可分為窯頭、窯室、窑尾三部分，其中窯頭有觀火眼、投柴口、通風口，是擺放燃料生火之處，而窯室位在中段，內部沒有間隔，空間設計上是前面低窄，中段增加高度及寬度，後段則繼續增加高度但減少寬度，至於窯門則大多設於窯室中段處。

窑尾是整個龙窯中所在地勢最高者，为排烟的功能性地域，主要有烟囱、挡火墙、烟道等部分，烟囱的作用是产生抽力使燃料充分燃烧，烟囱的高度决定抽力的大小，烟囱越高，抽力越大。由於龙窯本身有斜度可產生抽氣效果，且可用排烟孔辅助控制温度，有学者认为龙窑没有烟囱也能够烧制瓷器，不可因现代龙窑多数有烟囱来判断古代龙窑一定有烟囱。但亦有学者认为古代龙窑尾部均设有烟囱，其高度通常作为窑床首尾高差所具有的“管道效应”强度的必要补充。

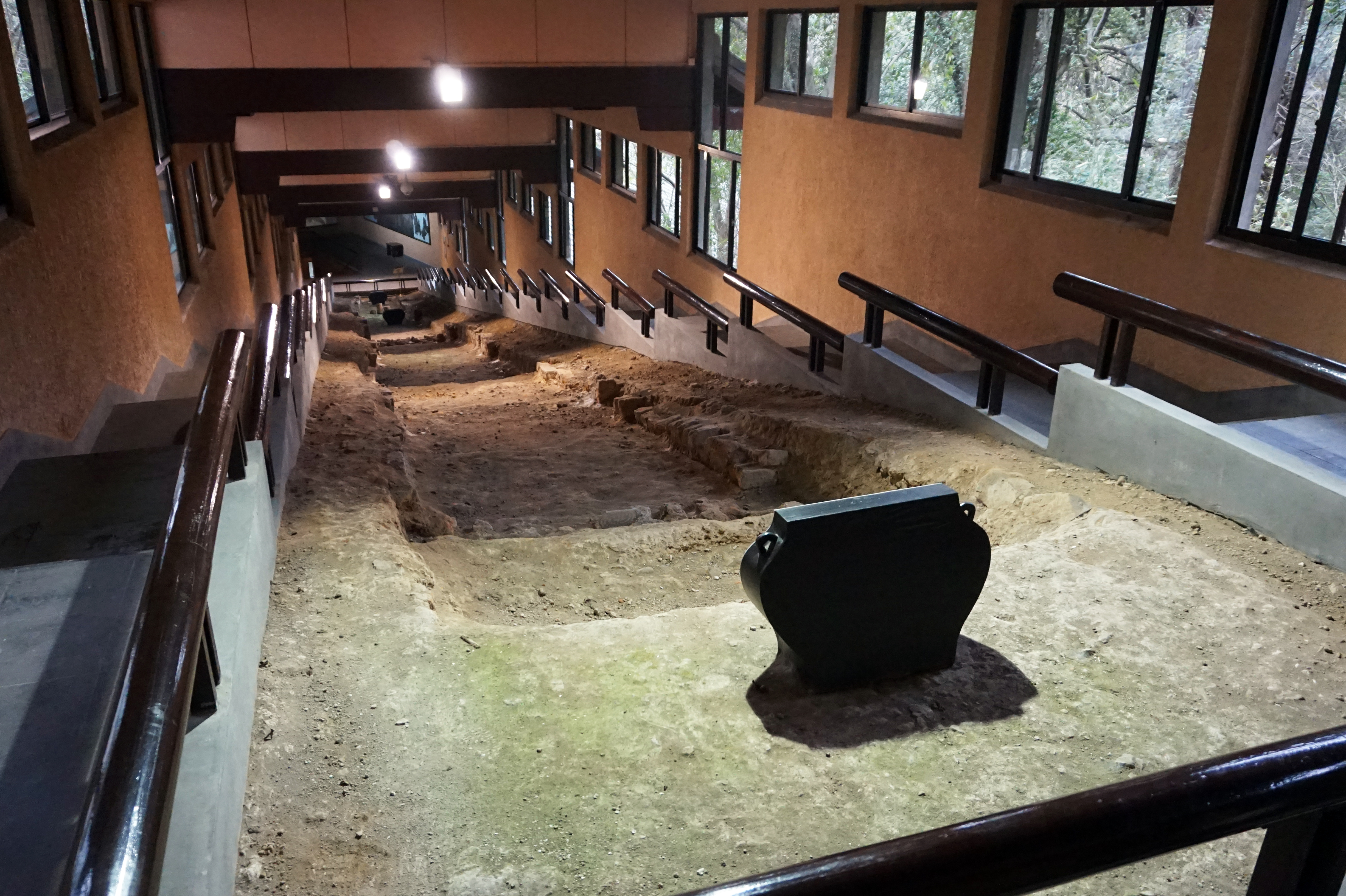
龙窑窑床及窑尾部分

## 古代龙窑
- 龍窑最早出现于中國商朝，根据现有资料，商周时期的龙窑仅分布于浙江、广东、福建、江西、湖北五地，其中以浙江数量最多。[7]此时期的窑既烧制印纹硬陶，又烧制原始青瓷，是陶瓷合窯燒製，春秋戰國時期已經出現大型龍窯，一次可以燒製上萬件作品,早期龙窑一般长10米左右，最长者可达15米。[7] 唐宋时期龙窑窑身的长度及倾斜度已经趋于稳定，此时的龙窑长度一般长约50米，2013年在景德镇南窑发现唐朝最长的龙窑，已達78米。[8]2014年在江西赣州七里镇窑发现宋代特大型龙窑遗存，其保留了较为完整的龙窑建造技术信息，为研究古代龙窑提供了重要资料。[9]

### 中国大陆地区
- 天宝龙窑，位于中国江西景德镇市，是中国大陆保存最为完好的龙窑之一。
- 建水龙窑，位于中国云南省建水县，兴盛于元明，衰落于近代，现已复烧。
- 德化龙窑，位于中国福建德化县，宋元时期德化龙窑曾烧制大量瓷器参与海上丝绸之路贸易。
- 前墅龙窑，位于中国江苏省宜兴市，创烧于明代，至今仍在使用，为省级文物保护单位。

### 台湾地区
- 水蛇窯，位於台灣南投縣水里鄉的蛇窯。
- 竹南蛇窯，位於台灣苗栗縣竹南鎮的蛇窯，為苗栗縣歷史建築。
- 集集蛇窯，位於台灣南投縣集集鎮的蛇窯。
- 大甲東蛇窯，位於台灣台中市外埔區大東里的蛇窯（目前已經荒廢）。

### 新加坡
- 陶光龙窑，位于新加坡裕廊前玉宝龙窑村，创烧于1940年代[10]。

## 拓展书目
《南方龙窑》宁钢，吴秀梅著. 南昌：江西美术出版社, 2017.10

《台湾的蛇窑》邓淑慧，卢泰康著. 苗栗县政府国际文化观光局, 2008.05.